# Legio VII Gemina

Kaart van het Iberisch schiereiland in 125 n.Chr. onder keizer Hadrianus.

Legio septima Gemina (Zevende Tweeling Legioen) was een Romeins legioen, officieel Legio VII Gemina Felix. VII Gemina komt uit de tijd van het Vierkeizerjaar, toen de gouverneur van Hispania Tarraconensis, Galba, een legioen formeerde om tegen Rome op te trekken. Het legioen was gelegerd in de stad Legio, het hedendaagse Leon, in Hispania Tarraconensis tot aan het einde van de vierde eeuw. Het embleem van dit legioen is onbekend.       
Tacitus noemt dit legioen “Galbiana”, om het te onderscheiden van het oude Legio VII Claudia, maar deze benaming is niet in andere geschriften gevonden. Het schijnt dat het legioen de naam “Gemina” heeft verkregen door vermenging door Vespasianus met een van de Germaanse legioenen, niet onwaarschijnlijk Legio I Germanica.
Na dienst in Pannonia en in verschillende burgeroorlogen werd het legioen op bevel van Vespasianus gelegerd in Hispania Tarraconensis om de naar het noorden gezonden legioenen VI Victrix en Legio X Gemina te vervangen. Legionairs van Legio VII Gemina hebben in de tijd van Trajanus de Romeinse brug over de Tâmega in Aquae Flaviae, tegenwoordig Chaves, Portugal, gebouwd.